# Isodemis quadrata
Isodemis quadrata là một loài bướm đêm thuộc họ Tortricidae. Nó được tìm thấy ở Trung Quốc (Tây Tạng).
Sải cánh dài 19.5–20 mm đối với con đực và 21–22.5 mm đối với con cái.
Đầu và râu màu nâu hơi vàng.

## Hình ảnh

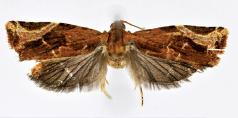